# Thomas Southgate
Cyril Thomas Southgate (* 22. Dezember 1894 in Tetbury; † 7. November 1970 in Stroud) war ein britischer Ruderer. 

## Leben
Thomas Southgate ruderte für den Thames Rowing Club. Er trat mehrmals bei der Henley Royal Regatta an, gewann aber nie.
Bei den Olympischen Spielen 1924 in Paris trat er zusammen mit seinem Schwager Gordon Killick im Zweier ohne Steuermann an. Im ersten Vorlauf belegten die Briten den zweiten Platz hinter den Franzosen Maurice Bouton und Georges Piot. Im anderen Vorlauf traten nur die Niederländer Teun Beijnen und Willy Rösingh an. Da nur die Vorlaufsieger automatisch ins Finale rückten mussten Killick und Southgate in die Hoffnungsrunde, wo sie als einziges Boot antraten. Nun hätten die beiden Briten zum Finale antreten sollen, was sie aber wegen einer Verletzung von Killick nicht konnten. So siegten die Niederländer vor den Franzosen. Die Bronzemedaille wurde nicht vergeben, da die Briten nicht angetreten waren.
Southgate war Absolvent der Cirencester Grammar School. Er wurde später Beamter.